# Chiesa di Sant'Antonio da Padova (Cascinette d'Ivrea)
La chiesa di Sant'Antonio da Padova è la parrocchiale di Cascinette d'Ivrea, in città metropolitana di Torino e diocesi di Ivrea; fa parte della vicaria urbana.
Venne costruita a servizio del paese, così formatosi, da una cappella dedicata a S.Antonio di Padova che nel 1834, rimaneggiata ed ampliata, divenne l'attuale chiesa parrocchiale.